# Horti Lamiani
Horti Lamiani var en rad trädgårdar på Esquilinen i antikens Rom. De började att anläggas av konsuln Lucius Aelius Lamia år 3 e.Kr. Under Tiberius kejsartid blev trädgårdarna kejserlig egendom och hans efterträdare Caligulas aska gravsattes tillfälligt där år 41 e.Kr., innan han fick sin grav i Augustus mausoleum.
De första utgrävningarna av Horti Lamiani företogs under 1500-talet. En rad skulpturer har påträffats i Horti Lamiani, bland annat Venus Esquilina och Commodus som Hercules.
Horti Lamiani var belägna vid dagens Piazza Vittorio Emanuele II.